# Constantin Filipescu
Constantin Filipescu (n. 1879 – d. 1947) a fost un agronom român. Este cunoscut pentru contribuțiile sale la modernizarea agriculturii românești și pentru coordonarea lucrării Marea Enciclopedie Agricolă a României (1937–1943).

## Biografie
S-a născut în 1879 în satul Burdusaci, județul Tecuci, România într-o familie de descendenți răzeși. A învățat liceul la Bârlad, iar în 1898 s-a înscris la Școala Centrală de Agricultură de la Herăstrău, aflată sub conducerea lui Vlad Câmu Mimteanu. Aici a avut profesori precum G. Maior, O. Popovici-Lupa și W. Knechtel, absolvind cu rezultate excelente în 1902. A învățat liceul la Bârlad, iar în 1898 s-a înscris la Școala Centrală de Agricultură de la Herăstrău, aflată sub conducerea lui Vlad Câmu Mimteanu. Aici a avut profesori precum G. Maior, O. Popovici-Lupa și W. Knechtel, absolvind cu rezultate excelente în 1902.
Din 1903 a funcționat ca profesor la Școala Agricolă de la Armășești, județul Ialomița, unde a rămas până în 1906. În 1906 a ocupat prin concurs postul de subdirector la Serviciul Parcurilor Capitalei, iar din 1907 a fost agronom specialist la Ministerul Agriculturii. În 1908 a câștigat un concurs pentru specialiști agronomi la Casa Centrală a Băncilor Populare, unde a fost unul dintre cei mai activi specialiști în sprijinul țăranilor. În 1916 și-a întrerupt activitatea profesională pentru a participa la Războiul de Întregire a Neamului, cu gradul de căpitan, până la sfârșitul acestuia.
În 1918 a fost numit de guvernul român președinte al Comisiei de Împroprietărire a Țăranilor din Basarabia. Împreună cu Gh. Munteanu-Murgoci, a fost autorul Legii împroprietăririi rurale, adoptată cu modificări minore de Sfatul Țării în 1919, în ședința de realipire a Basarabiei la România. În anii următori s-a retras din activitatea publică profesională și a trăit la proprietatea sa din Galbeni, județul Prahova.
În 1927, la vârsta de 48 de ani, a revenit în activitate, ocupând funcția de inspector general la Ministerul Agriculturii, unde a lucrat până la pensionare. Deși nu a aprofundat studiile în străinătate, a beneficiat de câteva călătorii care i-au completat orizontul profesional, perfecționându-se continuu prin muncă.

### Familie
Nu există date documentate privind familia lui Constantin Filipescu.

## Alte lucrări și contribuții
- A editat revista Embrionul, ca organ al Societății Studenților Agronomi.
- Monografia agricolă a comunei Armășești, Ialomița și Monografia Școlii Mixte de Agricultură Armășești – publicate în revista Economia Națională (1903).
- Îmbunătățirea agriculturii ca bază a îmbunătățirii soartei țăranului – publicată în revista Economia Națională (1908).
- Creditul în agricultură (1928).
- Grâul nostru și derivatele lui – în limba franceză (1910).
- Hrana vitelor.
- Le probleme de sucre en Roumanie (1928).
- Problema mondială a zahărului.
- A introdus pentru prima dată fotografia color în revistele agricole din România.
- Tovărășiile la sate, Ed. PAS, București, 1909.
- Bilanțul economic al obștiilor arendare, București, 1916.
- Basarabia – considerațiuni generale, România Nouă, Chișinău, 1919.
- Cehoslovacia, Ed. PAS, București, 1928.
- Congresul agricol din 1928, Tip. Oltenia, București, 1928.
- Contribuții la viitorul cod al cooperației, România Mare, București, 1928.
- Dobrogea agricolă, 1878-1928, București, 1928.
- Problema zahărului, Monitorul Oficial, București, 1930.
- Laptele, Universul.
- Agricultura în Dobrogea nouă, Analele Dobrogei, vol. 3, Cernăuți, 1938.
- Inul și cânepa în trecut și în prezent, Ed. PAS, București, 1938.
- Cardaș Agricola, Finanțe și industrii, București, 1939.
- Evoluția agriculturii românești – studii de politică agrară, Ed. PAS, București, 1940.
- Floarea-soarelui, Ed. PAS, București, 1941.
- Ion Ionescu de la Brad și împroprietărirea sătenilor la 1864, Curentul, București, 1942.
- Obștea, satul și noul regim agrar, Ed. PAS, București, 1943.

Constantin Filipescu a avut un rol esențial în promovarea obștiilor rurale ca alternativă la exploatarea țăranilor de către arendași. A participat direct la înființarea a zeci de obștii din partea Casei Centrale a Băncilor Populare, contribuind la întocmirea statutelor acestora. În 1906 existau 7 obștii, iar în 1907 numărul lor a crescut la 107, cu 14.000 de membri, arendând 76.885 ha pentru 2.340.000 lei. Până în 1913, erau 495 de obștii, gestionând 374.892 ha, cu o garanție de 5.113.800 lei. Filipescu a subliniat beneficiile economice și sociale ale obștiilor, exemplificând cu Obștea Al. I. Cuza din Petrișoru, care în 1912 a obținut un venit net de 620.280 lei la o cheltuială de 572.844 lei.
În Creditul în agricultură, a oferit recomandări pentru utilizarea eficientă a creditului agricol, insistând pe investiții productive și amortizarea anuală a investițiilor, evitând creditele pentru construcții neproductive.
În Grâul nostru și derivatele lui, a demonstrat calitatea grâului românesc, contrazicând afirmațiile chimistului maghiar Koshuthany, cu analize chimice efectuate de Al. Zaharia și Paul Hertz, confirmate de Institutul Agronomic din Paris.
A abordat problema zahărului în România, propunând fabrici cooperative pentru cultivatorii de sfeclă, soluție ignorată de stat, care a instituit un monopol, menținând țara importatoare de zahăr.
Hrana vitelor a fost o lucrare de referință despre producerea furajelor, fundament pentru studiile ulterioare în acest domeniu.

## Publicistică agricolă
Constantin Filipescu a fost un publicist agricol de excepție, contribuind semnificativ la diseminarea cunoștințelor agricole. Încă din timpul studiilor, a editat revista Embrionul, organ al Societății Studenților Agronomi. În 1903 a colaborat la revista Economia Națională a lui Petre S. Aurelian, publicând monografii și analize sociale. În 1910 a fondat revista Viața Agricolă, o tribună lunară pentru promovarea cunoștințelor agricole, care a funcționat aproape 40 de ani. La redacția revistei au colaborat personalități precum Sandu-Aldea, Gh. Ionescu-Șișești, N. O. Popovici-Lupa, Șt. Radianu și W. Knechtel. În 1912, revista a devenit organ de presă al Societății Române de Agricultură, transformată în 1918 în Societatea Inginerilor Agronomi.
A fondat editura Pagini Agrare și Sociale (PAS) în 1916, activă până în 1944, publicând lucrări tehnice ale inginerilor agricoli. A publicat revista Casa noastră din 1910, reluată în 1925 în Basarabia, și Almanahul agricol PAS (1925, 1926, 1933). În colaborare cu Editura Leon Alcalay, a editat 100 de volume în seria Bibliotecă agricolă, oferind o platformă pentru agronomii români.
A publicat peste 300 de articole, studii și note, totalizând circa 4000 de pagini, în reviste din România, Germania, Franța și Polonia. În 1934 a fost ales președinte al Sindicatului Ziariștilor și Publiciștilor din România, datorită prestigiului său.
Cea mai importantă contribuție a sa este Marea Enciclopedie Agricolă a României (1937–1943), în 5 volume, circa 4000 de pagini, publicată de editura PAS. Lucrarea a implicat 179 de colaboratori, printre care Gr. Antipa, Gh. Ionescu-Șișești, N. Iorga și Tr. Săvulescu, acoperind domenii precum solul, zootehnia, horticultura, economia agrară și industriile agricole. Deși Gh. Ionescu-Șișești nu a scris prefața solicitată, a recomandat premierea lucrării, Filipescu primind Premiul Palade (80.000 lei) de la Academia Română.

## Activitate publică
A fost numit de guvernul român președinte al Comisiei de Împroprietărire a Țăranilor, în Basarabia. Împreună cu Gh. Munteanu-Murgoci, a fost autorul Legii împroprietăririi rurale. A fost inspector general la Ministerul Agriculturii. În 1928 este delegat din partea României ca reprezentant la Societatea Națiunilor, unde se studia „problema zahărului“. A fost membru fondator al „Confederației internaționale a cultivatorilor sfeclei de zahăr“ cu sediul la Paris.
A fost membru corespondent al Academiei Române din 1925, distincție celebrată de Gh. Ionescu-Șișești și C. Sandu-Aldea. La 60 de ani, a fost sărbătorit de Societatea Inginerilor Agronomi pentru contribuțiile sale.
A încetat din viață în anul 1947.